# Hirayama Aya
Hirayama Aya (平山 あや Hirayama Aya), sinh ngày 13 tháng 1 năm 1984 tại thành phố Nasushiobara, tỉnh Tochigi, là một nữ diễn viên điện ảnh và truyền hình nổi tiếng của Nhật Bản. Nguyên tên cô viết theo Kanji là 平山 綾 (vẫn phát âm là Hirayama Aya).
Cô được biết đến qua các vai diễn trong một số bộ phim như: Waterboys (2001) và phim Fighter in the Wind của điện ảnh Hàn Quốc với vai Youko. Cô cũng tham gia vào một số chương trình truyền hình của Nhật Bản như: Waratte Iitomo; Itsumo futari de, và gần đây là series chương trình Haruka 17.

## Hoạt động nghệ thuật

### Phim ảnh
- Waterboys (2001)
- Lover's Kiss (2003)
- Kochira Katsushika-ku Kameari Kōen-mae Hashutsujo phần 2 (2003)
- Fighter in the Wind (2004)
- Black Jack (2005) (lồng tiếng)
- Backdancers! (2006)

### Kịch
- Fighting Girl (2001)
- Haruka 17 (2005)
- Hataraki Man (2007)
- Gokusen 3 (2008)

### Hoạt hình
Dan Doh!! (2004) (lồng tiếng)

### Game
Ø Story (2000, Square Enix)